# Hannoversche Volksbank
Die Hannoversche Volksbank eG ist eine Genossenschaftsbank mit Sitz in Hannover. Das Geschäftsgebiet der Bank umfasst die Stadt Hannover sowie Teile des Umlandes sowie die Stadt  Celle und der Hildesheimer Börde. Eigentümer der Bank sind gut 127.000 Mitglieder der Genossenschaft.

## Geschichte
1987 fusionierte die Volksbank Hannover mit den Volksbanken in Barsinghausen und Neustadt. In einem ersten von zwei Schritten fusionierte die Volksbank Hannover im Jahr 2003 mit der Lindener Volksbank zur Hannoverschen Volksbank. Im Jahre 2005 verschmolz die Hannoversche Volksbank mit der Volksbank Burgdorf-Celle und der Volksbank Garbsen und im Jahre 2019 mit der Volksbank Hildesheimer Börde.

### Anfänge der Hannoverschen Volksbank
Die Hannoversche Volksbank ist bis heute das älteste privatwirtschaftliche Kreditinstitut von Hannover. Die Geschichte dieser Bank geht zurück ins Jahr 1860. Zur Förderung von Landwirtschaft, Handel und Gewerbe im damaligen Königreich Hannover gründeten die Vorsteher der Gilden in Hannover am 1. März 1860 die „Vorschuß-Vereins-Bank zu Hannover“ mit Sitz in der Scholvinstraße 17.
1890 wurde die Kanalstraße 4 (Ecke Kurt-Schumacher-Straße) zum neuen Domizil der Vorschussvereinsbank und ist bis heute Hauptsitz der Bank. Im Zuge der Eingemeindung der Orte List, Vahrenwald, Herrenhausen und Döhren wuchsen das Bankgeschäft und das Geschäftsgebiet. Im Zusammenhang mit den Auswirkungen der Weltwirtschaftskrise übernahm 1932 die Vorschussvereinsbank die Gewerbebank zu Hannover und die Creditbank zu Hannover (gegründet 1878, Sitz Hannover-Döhren). Gleichzeitig änderte sie ihren Namen in „Vereinsbank Hannover“. Die Vertreterversammlung beschloss 1939 die Umfirmierung in „Volksbank Hannover“.

### Lindener Volksbank
Die Lindener Volksbank wurde am 27. März 1890 als „Credit-Verein Linden“ gegründet. 1906 erfolgte eine Umbenennung in Credit-Verein „Lindener Creditbank“. Bis 1965 entstanden neue Geschäftsstellen der mittlerweile als „Lindener Volksbank“ firmierenden Bank in der Limmerstraße, in Badenstedt, Ricklingen, Empelde, Ahlem und Wettbergen. Die bereits seit 1915 bestehende Zweigniederlassung Bad Nenndorf zog 1964 in ein neu errichtetes Gebäude. Am 11. März 1986 verschmolzen die Lindener Volksbank und die Calenberger Volksbank. Das Geschäftsgebiet der Lindener Volksbank wuchs um die Zweigstellen in Seelze und Garbsen mit ihren Ortsteilen Dedensen, Lohnde, Havelse, Harenberg, Letter, Marienwerder, Hannover-Ledeburg an.

### Volksbank Burgdorf-Celle
Am 31. März 1897 gründen Landwirte, Handwerker und Gewerbetreibende die Spar- und Darlehnskasse eGmbH in Burgdorf. Uhrmachermeister Heinrich Becker wurde erster Rendant und später Direktor der Bank. 1925 wurde in Großburgwedel die erste Zweigstelle eröffnet. In den Jahren 1952 bis 1975 entstanden zahlreiche weitere Geschäftsstellen im Altkreis Burgdorf. Aus der Spar- und Darlehnskasse wurde 1970 die „Volksbank Burgdorf eG“. 1991 fusionierte die Volksbank Burgdorf mit der Volksbank Uetze (gegründet 1907). 1997 beschloss die Vertreterversammlung die Fusion mit der Volksbank Celle (gegründet 1854, zweitälteste Volksbank Deutschlands) und die Neufirmierung „Volksbank Burgdorf-Celle“. Die Volksbank Celle besteht heute als Zweigniederlassung der Hannoverschen Volksbank fort.

### Volksbank Garbsen
Am 30. Oktober 1920 wurde die „Müllerei und Schrotereigenossenschaft Behrenbostel eGmbH“ gegründet. 1938 fusionierte die Genossenschaft mit der Landwirtschaftlichen Bezugs-, Absatz- und Müllereigenossenschaft. Die Genossenschaftsbank firmierte seit 1959 als Spar- und Darlehnskasse Berenbostel. 1982 beschloss die Vertreterversammlung die Umfirmierung zur Volksbank Garbsen. 1987–1998 rollte die Fusionswelle: Die Volksbank Garbsen schloss sich 1987 mit der Volksbank Luthe (gegründet 1932) zusammen, die ihren Schwerpunkt ursprünglich im Warengeschäft hatte. 1994 erfolgte die Fusion mit der Volksbank Helstorf (gegründet 1907) und die Bank übertrug ihr Warengeschäft auf die Raiffeisenhauptgenossenschaft. 1998 wurde durch die Fusion mit der Volksbank Groß Munzel (gegründet 1897) das Geschäftsgebiet in die Stadt Barsinghausen ausgeweitet.

### Volksbank Hildesheimer Börde
Die Volksbank Hildesheimer Börde eG wurde im Jahr 1862 in Hoheneggelsen als „Gewerbe-Verein zu Hoheneggelsen“ von Handwerkern und Kaufleuten gegründet. Im Jahr 1870 erfolgte die Eintragung der „Spar- und Vorschuß-Casse zu Hoheneggelsen“ als erste Genossenschaft im Gebiet des Amtsgerichts Hildesheim. 1978 kam es zur Verschmelzung der Volksbanken Hoheneggelsen und Hohenhameln zur Volksbank Hildesheimer Börde eG. Im Jahr 2004 verschmolz die Volksbank Hildesheimer Börde eG mit der Volksbank Sarstedt eG. Weitere Institutionen, die in der Volksbank Hildesheimer Börde eG aufgingen, sind die Volksbank Heinde-Sehlem eG (1998), und der damit verknüpfte, ehemals in Itzum gegründete Finanzverbund, sowie die 1994/1995 eröffneten Reisebüros in Itzum und Diekholzen. Im Jahr 2010 wurde das Private Banking Hildesheim als eine Marke der Bank in Hildesheim eröffnet.

## Tochtergesellschaften
- Hannoversche Volksbank Immobilien GmbH (HVI)
- Hannoversche Volksbank Projektentwicklung GmbH
- GENOrd Dienstleistungs GmbH
- HE Hannover Estate GmbH
- Ritterschaftliches Kreditinstitut Stade AG
- VALEXX - Value Experts Vermögensverwaltungs AG

## Persönlichkeiten
- Reinhard Kramer: Der ehemalige Angestellte der Bank initiierte und organisierte als Vorsitzender des Hannoverschen Radsport-Clubs von 1912 unter anderem ein Vierteljahrhundert lang die Nacht von Hannover.[4]

## Schriften
- Ludwig Hoerner: Agenten, Bader und Copisten. Hannoversches Gewerbe-ABC 1800–1900. Hrsg.: Hannoversche Volksbank, Reichold, Hannover 1995, ISBN 3-930459-09-4.